# Василёв, Сергей Владимирович
Серге́й Влади́мирович Василёв (27 апреля 1980 года, Брянск — 1 марта 2000 года, Чечня) — Герой Российской Федерации, гвардии младший сержант, командир отделения 6-й роты 2-го парашютно-десантного батальона 104-го гвардейского Краснознамённого парашютно-десантного полка 76-й гвардейской Черниговской Краснознамённой воздушно-десантной дивизии.

## Биография
Родился 27 апреля 1980 года в Брянске в семье рабочего. Окончил Брянскую гимназию № 7. 25 мая 1999 года призван в Вооружённые силы Российской Федерации. Службу проходил в 104-м гвардейском Краснознамённом парашютно-десантном полку (Псковская область). В начале 2000 года получил звание гвардии младшего сержанта, был назначен командиром боевой машины.
В начале февраля 2000 года в составе своей 6-й роты был направлен в командировку в Чечню. Был назначен командиром отделения.

## Подвиг
29 февраля 2000 года 6-я рота заняла позиции на высоте 776.0 в Шатойском районе, недалеко от селения Улус-Керт, закрывая выход из Аргунского ущелья. В тот же день была атакована превосходящими силами боевиков. В ходе ожесточённого боя Сергей Василёв проявил мужество и героизм, и, несмотря на полученное тяжёлое ранение, остался в строю. Утром 1 марта, при отражении очередной атаки противника, получил смертельное ранение.
Похоронен в городе Брянске.
Указом Президента Российской Федерации № 484 от 12 марта 2000 года «за мужество и отвагу, проявленные при ликвидации незаконных вооруженных формирований в Северо-Кавказском регионе», гвардии младшему сержанту Василёву Сергею Владимировичу присвоено звание Героя Российской Федерации (посмертно).

## Память
- В Пскове установлен памятник погибшим десантникам 6-й роты («Купол»).
- В Брянске одна из улиц названа именем Сергея Василёва.
- Гимназии № 7 города Брянска присвоено имя Героя России С. В. Василёва.
- В гимназии № 7 города Брянска установлен бронзовый бюст Героя.
- На доме, где жил С.В. Василёв, установлена мемориальная доска.